# Dalva Maria Carvalho Mendes

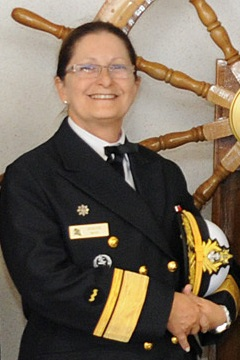
Dalva Maria Carvalho Mendes (2013)

Dalva Maria Carvalho Mendes (* März 1956 in Rio de Janeiro) ist eine brasilianische Medizinerin und Militärperson. Sie ist der erste weibliche Konteradmiral der Marinha do Brasil.

## Leben
Mendes trat 1981 in die brasilianische Marine ein. Sie absolvierte das Corpo de Saúde Marinha (CSM) und schloss ihr Studium als Leutnant an der Escola de Saúde da Marinha ab. Sie graduierte in Medizin an der Universidade Estadual do Rio de Janeiro (UERJ). Als Kapitän zur See und im Krieg (1997, capitão-de-mar-e-guerra) wurde sie Ausbilderin an der Escola de Saúde da Marinha und arbeitete bis 2009 im Hospital Naval Marcílio Dias, bevor sie als Direktorin in die Policlínica Naval Nossa Senhora da Glória versetzt wurde.
Die damalige Präsidentin Dilma Rousseff beförderte sie am 23. November 2012 zum Konteradmiral.